# 土岐満蔵
土岐 満蔵（とき みつただ）は、江戸時代の武将。紀州土岐氏頼忠流のひとりである。

## 生涯
頼忠次男。豊臣秀頼の小姓。慶長20年（1615年）の大坂の陣による大坂落城の際に、城中にて豊臣秀頼と共に切腹した四人のうちの一人と伝わる。秀頼に付き従った人々の名は、徳川家康に伝えられ、その際に、家康に仕えていた従兄弟の頼勝（左馬助）と持益（市正）は、家康に「土岐という者がいるが親類か。」と尋ねられ、「はい、親類です。」と答えた。しかし、土岐治兵衛ではなく、土岐長次郎と名前を間違えて記録されてしまった。同じく大坂城内に居た番場殿孫の土肥長次郎と混同されたと思われる。ちなみに土肥長次郎は大坂落城の際に脱出し、その5・6年後に死去している。戦後処理の煩雑さのなかで、名前の漏れや混同があったか。

## 系譜
- 父：土岐頼忠 (紀州)（1543-1602）
- 母：不明